# Фильд, Генрих Андреевич
Генрих Андреевич Фильд (Henry Forbes Feild; 1822—1875) — русский энтомолог, один из авторов первого каталога чешуекрылых Российской Империи (Ершов Н., Фильд А., 1870: Каталог чешуекрылых Российской Империи. — Труды Русского Энтомол. общества., IV: 130—204), положившего начало обобщающим фаунистическим исследованиям.

## Биография
Родился 19 июня 1822 года в Санкт-Петербурге в семье биржевого маклера, занимавшегося торговлей льняными изделиям. Первоначальное образование получил дома. Впоследствии поступил в Эдинбургскую Академию, где считался одним из лучших учеников, особенно отличаясь успешной учёбой в естественных науках. Через год после окончания Академии он начал работать в Санкт-Петербурге в конторе «Вильсон и Компания», где прослужил десять лет приказчиком. В 1848 году отправился по семейным обстоятельствам в Восточную Индию. За период проведённых двух лет в Индии, Фильд собрал огромную коллекцию птиц, большое количество жесткокрылых и чешуекрылых, большую часть которых по возвращении он передал в Императорскую Академию наук. В 1850 году Фильд начал работать на Бирже на должности своего отца в семенном деле, но спустя четыре года вследствие Крымской войны был вынужден уехать в Великобританию, откуда вернулся по её окончании и женился на Франциске Кетли, дочери петербургского портового коммерсанта.
В 1870 году совместно с компаньоном Фильд открыл свой торговый дом «Фильд и Сандерсон» и до своей смерти оставался его главой. Несмотря на тот факт, что коммерческая деятельность занимали много времени, Фильд не оставлял увлечение орнитологией, а последние десять лет своей жизни посвятил изучению чешуекрылых. Вместе с энтомологом Николаем Григорьевичем Ершовым составил и опубликовал в IV томе «Трудов Русского Энтомологического Общества за 1870 год» каталог чешуекрылых Российской Империи, а затем начал составление библиографического свода всех публикаций, написанных к этому времени о бабочках России. Данную работу, уже по смерти Фильда, продолжил Николай Ершов.
Генрих Фильд собрал крупную коллекцию гималайских, северо-американских, английских и австралийских бабочек путем обмена с Э. Уиром из Лондона, Эндрюсом из Нью-Йорка и Мискином из Брисбена. на протяжении нескольких лет Фильд изучал чешуекрылых Петербургской губернии. По его инициативе с 1874 года был образован кружок из шести столичных лепидоптерологов, которые раз в неделю собирались у кого-либо из них, обсуждали наброски полного каталога чешуекрылых Петербургской губернии.
Генрихом Фильдом были открыты две бабочки новые для фауны Санкт-Петербурга: Hypena obesalis и Asopia regalis, а два вида были названы в его честь — Colias fieldii Ménétriés, 1855 и Rhodocleptria feildi (=Heliothis feildi) (Erschoff, 1874).